# Purkersdorf
Purkersdorf là một đô thị thuộc huyện Wien-Umgebung trong bang Niederösterreich, Áo.

## Thành phố kết nghĩa
- Bad Säckingen, Đức
- Sanary-sur-Mer, Pháp
- Göstling an der Ybbs, Áo